# トーマス・R・コーネリアス

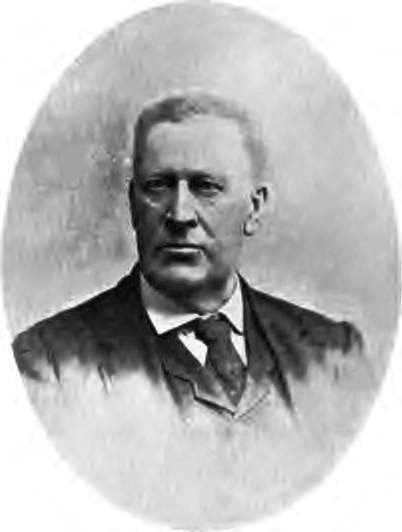
トーマス・R・コーネリアス

トーマス・R・コーネリアス（英: Thomas R. Cornelius、1827年11月16日 - 1899年6月24日）は、アメリカ合衆国オレゴン州の黎明期における著名な政治家、将兵である。ミズーリで生まれ、若年期に家族とともにオレゴン・カントリーに移住し、その地でカイユース戦争、ヤキマ・インディアン戦争に参加し、アメリカ先住民と闘った。オレゴン州ワシントン郡に入植し、彼が住んだ場所の近郊は、彼の名にちなんでコーネリアスと名付けられた。
ホイッグ党、そして後に共和党の党員として、オレゴン準州議会の議員を務めた。オレゴン準州が州の地位を獲得した後は、オレゴン州元老院（上院）の議員を務めた。元老院では一期、議長を務めた。また彼はコーネリアス・パス・ロードを建設し、自身の名を付した。息子にベンジャミン・P・コーネリアスがおり、彼もまたオレゴン州の政治史において重要な役目を果たした。

## 前半生
1827年11月16日、トーマス・R・コーネリアスは、ミズーリ州でエリザベス・コーネリアスとベンジャミン・コーネリアス夫妻の間に生まれた。1845年、トーマスと家族はオレゴン・トレイルを辿ってオレゴン・カントリーに移住し、テュアラティン平原と呼ばれる今日のコーネリアス北方の土地に農場を設立した。ホイットマン虐殺が1847年後半に発生すると、1848年、トーマスはオレゴン暫定政府の市民軍に参加した。市民軍は、ホイットマン伝道所での殺害に責任を持つ者達に制裁を与えるべく、カイユース戦争を遂行した。
カリフォルニアで金が発見されると、コーネリアスは一時的にカリフォルニアを訪れ、1849年にオレゴン準州に帰還している。翌年、フローレンティーン・ウィルクスと結婚し、1864年に彼女が没するまでに6人の子供を儲けた。その内の一人が、後にオレゴン州の政治家となるベンジャミン・P・コーネリアスである。一家はその後、640エーカー（km2）の広さを持つ、供与地請求法により取得したコーネリアス近郊の土地に入植することになる。1855年、アメリカ先住民との2度目の戦争がカスケード山脈の東方で勃発し、ヤキマ族との交戦が繰り広げられた。コーネリアスは再び市民軍に参加した。コーネリアスは部隊長として一隊を先導し、3ヶ月後、ジェームズ・W・ネズミスが辞職すると、コーネリアスは大佐に選出された。コーネリアスは戦争が終わる1856年まで大佐を務めた。

## 政治家の道へ
1856年、コーネリアスはオレゴン準州議会上院の議員に選出された。ホイッグ党員としてワシントン郡、コロンビア郡、マルトノマ郡を包括する第8選挙区から選出された。1858年には再選を果たし、準州時代最後の任期も議員として務めた。1959年2月14日にオレゴン州が国内33番目の州として成立すると、コーネリアスは新しく設置されたオレゴン州元老院（上院）で議席を継承した。
オレゴン州元老院でコーネリアスは、引き続き共和党員として、ワシントン郡をはじめ幾つかの郡の代表を1874年度まで務めた。コーネリアスは1862年度の任期中、アメリカ南北戦争を受けて一旦議員活動を中断している。南北戦争中、コーネリアスは連邦政府のために騎兵隊を起こす権限をエイブラハム・リンカーン大統領から与えられた。コーネリアスは軍の大佐に選出され、ワシントン州ワラワラの駐屯地を撃破した際には、彼が指揮を執った。1862年の夏、コーネリアスは職から降り、帰路に就いた。
1866年度の任期中、コーネリアスはオレゴン州元老院の議長に選出された。1866年、彼はオレゴン州知事への共和党の指名を勝ち取ったが、総選挙でシルベスター・ペノイヤーに敗れた。

## 晩年
1864年に妻に死なれたコーネリアスは、1866年にミズーリ・A・スミスと結婚した。1872年、現在のコーネリアスに移り住み、一軒の店を構えた。店を構えただけでなく、彼は合計して1,500エーカー（6.1 km2）もの土地を所有し、そこで農場が3つ、倉庫、そして製材所を運営していた。彼はコーネリアス・パス・ロードと呼ばれる峠道を建設し、テュアラティン渓谷とコロンビア川を結んだ。コーネリアスは1899年6月24日に71歳で没した。彼の遺体はコーネリアス・メソジスト教会墓地に埋葬された。